# Puerta del Barrio Árabe
La Puerta de Felipe II, Puerta del Barrio Árabe o, popularmente, Puerta del Barrio Moro es un acceso a lo que era el Barrio Árabe de la villa soriana de Ágreda, en Castilla y León, España.

## Historia
Fue el monarca Felipe II quien en 1573 ordenara su construcción, de ahí su nombre. La construcción conmemoró la victoria de las tropas cristianas sobre los moriscos granadinos en las Alpujarras y posterior desplazamiento de éstos al área de la cuenca del río Queiles, para lo cual se reforzó la muralla de Ágreda con esta puerta.
Tanto la fecha de construcción como en nombre del monarca aun son visibles. La puerta se cerraba por la noche para incomunicar el barrio árabe, hasta que los moriscos fueron expulsados.